# CryEngine
CryEngine (tipicamente estilizado como CryENGINE) é uma engine de jogo usada no jogo de tiro em primeira pessoa Far Cry. A engine foi originalmente desenvolvida pela Crytek como uma demo tecnológica para a Nvidia, mas quando a companhia viu seu potencial, a transformou em um jogo.
Quando placas de vídeo com suporte a sombreamento de pixels e vértices foram lançadas, a Crytek lançou a versão 1.2 da engine, que usava de algumas das suas capacidades para melhores gráficos.
Posteriormente, a companhia desenvolveu a CryEngine 1.3, com suporte adicional a iluminação HDR.
A engine foi licenciada à NCSoft para seu MMORPG Aion: The Tower of Eternity.
No dia 30 de março de 2006, a Ubisoft adquiriu todas as propriedades intelectuais da franquia Far Cry e uma licença perpétua para o uso da edição Far Cry da CryEngine.

## Recursos
- WYSIWYG simultâneo em todas as plataformas no editor sandbox.
- “Atualização a quente” para todas as plataformas no editor sandbox.
- Editor de materiais.
- Gráfico de fluxo.
- Editor de visualização de trilhas.
- Ferramentas de posicionamento procedural e geração de cobertura.
- Sistema integrado de geração de vegetação e cobertura de terreno.
- Sistema de partículas suaves em tempo real e editor integrado de efeitos (FX).
- Ferramentas para criação de estradas e rios.
- Criador de veículos.
- Sistema de tempo do dia totalmente flexível.
- Streaming.
- Ferramentas de análise de desempenho.
- Sistema visual de orçamentos.
- Suporte a múltiplos núcleos (multi-core).
- Camadas de desenvolvimento do sandbox.
- Renderização offline.
- Compilador de recursos.
- Iluminação natural e sombras suaves dinâmicas com penumbra.
- Volume de irradiância.
- Iluminação diferida.
- Iluminação global dinâmica em tempo real.
- Adaptação visual e iluminação de alto alcance dinâmico (HDR).
- Oclusão ambiente em espaço de tela.
- Graduação de cores.
- Tecnologia “Uber Shader”.
- Camada de mesclagem.
- Mapas normais e mapas de oclusão por paralaxe.
- Desfoque de movimento e profundidade de campo com bokeh baseado em sprites.
- Água tridimensional de alta qualidade.
- Feixes de luz volumétricos dinâmicos e efeitos de raios de luz.
- Neblina volumétrica, em camadas, e de distância de visão.
- Oclusão direcional em espaço de tela (SSDO).
- Tesselação e mapeamento de deslocamento.
- Reflexos em espaço de tela.
- Desfoque de movimento de partículas e sombras.
- Sistema de animação de personagens.
- Sistema de individualização de personagens.
- Animação esquelética paramétrica.
- Distorção de movimento procedural e soluções de cinemática inversa (IK).
- Editor de animação facial.
- Dispersão subsuperficial.
- Sistema de edição de inteligência artificial (IA).
- Caminhamento dinâmico.
- Malha de navegação por camadas.
- Geração automatizada de malha de navegação.
- Sistema de pontos táticos.
- Motor de física integrado com suporte a múltiplas threads.
- Física para corpos deformáveis e moles.
- Ambiente interativo e destrutível.
- Física de cordas.
- Mixagem e análise de som em tempo real no jogo.
- Sistema de som orientado por dados.
- Sons dinâmicos e música interativa.
- Áudio ambiental.
- Sons com precisão de quadros-chave em animações.
- Modos sonoros.
- Cáusticas de volume de água.
- Editor de mapeamento UV.
- PBR (Renderização Baseada em Físicas).

## Jogos que rodam em CryEngine[3]
- Far Cry (2004, Microsoft Windows) – Crytek
- Far Cry Instincts (2005, Xbox) – Ubisoft Montreal
- Far Cry Instincts: Evolution (2006, Xbox) – Ubisoft Montreal
- Far Cry Instincts: Predator (2006, Xbox 360) – Ubisoft Montreal
- Far Cry: Vengeance (2006, Wii) – Ubisoft Montreal
- Aion: The Tower of Eternity (2008, Microsoft Windows) – NCSoft
- Never Ending Dream (2010, Microsoft Windows) – Wemade Entertainment
- Crysis 1 ,2 ,3 (2013,Computer&Consoles) – EA, Crytek
- WarFace (2013, Computer) – Crytek
- Ryse: Son of Rome (2013, PC e Xbox One) - Crytek
- Sniper Ghost Warrior 2 (2013) - CI Games
- Riders of Icarus (2014) - Nexon
- Prey (2017) - Arkane studios/Bethesda
- Hunt: Showdown
- The Climb
- Far Cry 6 (2021)